# Valmir Aparecido Franci
Valmir Aparecido Franci (nacido el 16 de abril de 1990) es un futbolista brasileño que juega como delantero.

## Trayectoria

### Clubes
| Club            | País     | Año         |
| --------------- | -------- | ----------- |
| Votoraty        | Brasil   | 2010        |
| Monte Azul      | Brasil   | 2011        |
| Tupi            | Brasil   | 2011        |
| Jaboticabal     | Brasil   | 2011        |
| Paranavaí       | Brasil   | 2012        |
| Botafogo        | Brasil   | 2012 - 2013 |
| Joinville       | Brasil   | 2013 - 2014 |
| Boa Esporte     | Brasil   | 2014        |
| Capivariano     | Brasil   | 2015        |
| Botafogo        | Brasil   | 2015        |
| Vitória SC      | Portugal | 2016        |
| Botafogo        | Brasil   | 2017 - 2018 |
| Albirex Niigata | Japón    | 2019 -      |